# Yukitsuri

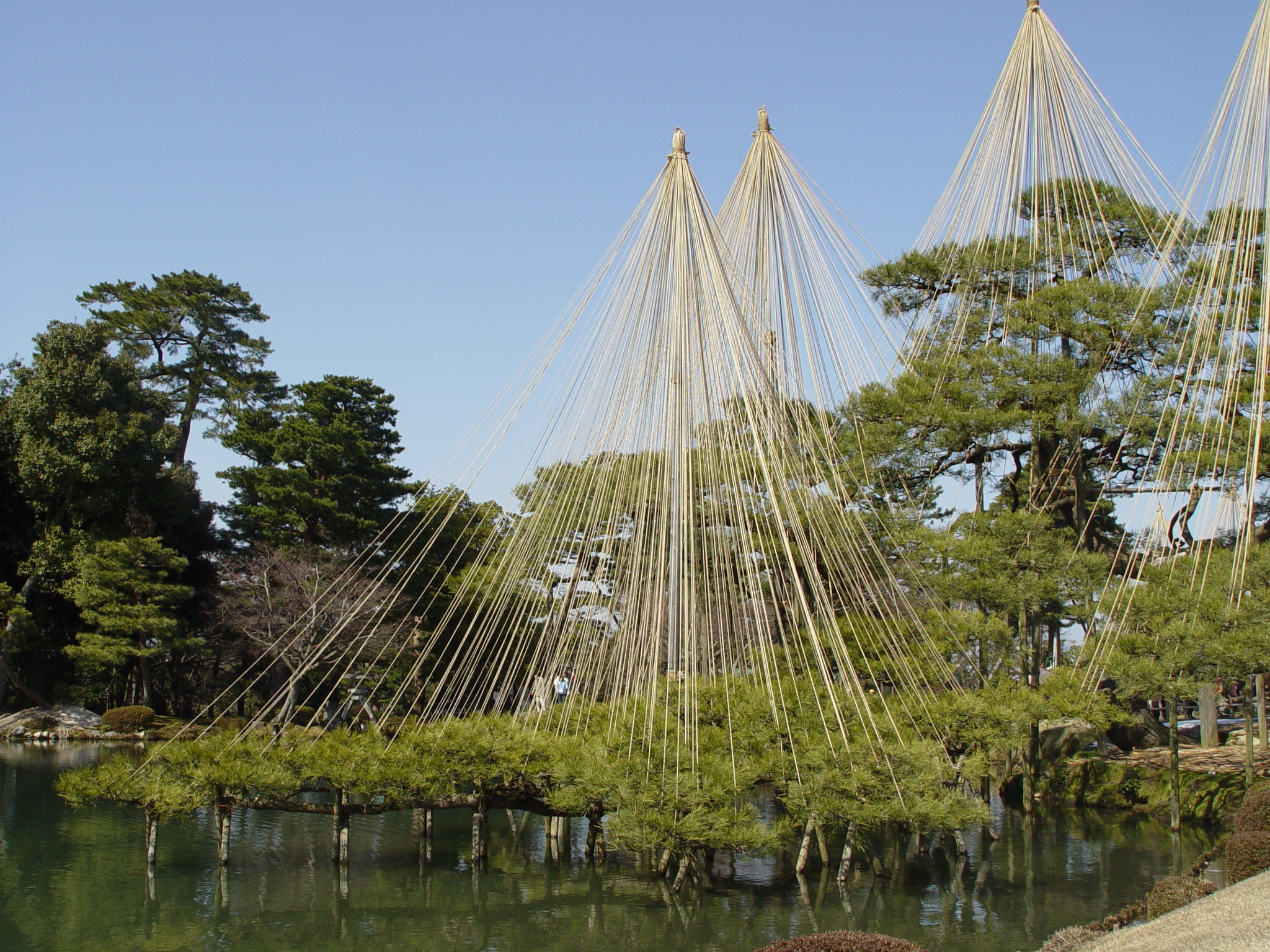
Yukitsuri

Un Yukitsuri (literalmente cuelga nieve) es un elemento de los jardines japoneses hecho a partir de cuerdas que se coloca en invierno sobre los árboles para evitar que la nieve se pegue a las ramas o las rompa.

## Descripción
Se coloca un pilar en el centro cerca del tronco del árbol y se conectan las cuerdas en la parte central para crear un patrón radial de cuerdas conectadas a la punta de cada rama. El método data del período Meiji, y se originó a partir de la técnica utilizada en cultivo de manzanas en Japón que comenzó en este mismo período para proteger a los árboles del peso de la fruta.  También se realizaba por motivos estéticos simulando la forma de una manzana, aunque esto no era una medida para contrarrestar la nieve, aunque también se le denominaba Yukitsuri.

Otro tipo de Yukitsuri consiste en atar cuerdas desde un árbol alto a otros 3 o 4 de menor altura. Es recomendable ceñir la rama con la cuerda fuertemente para que este la sujete de manera firme.

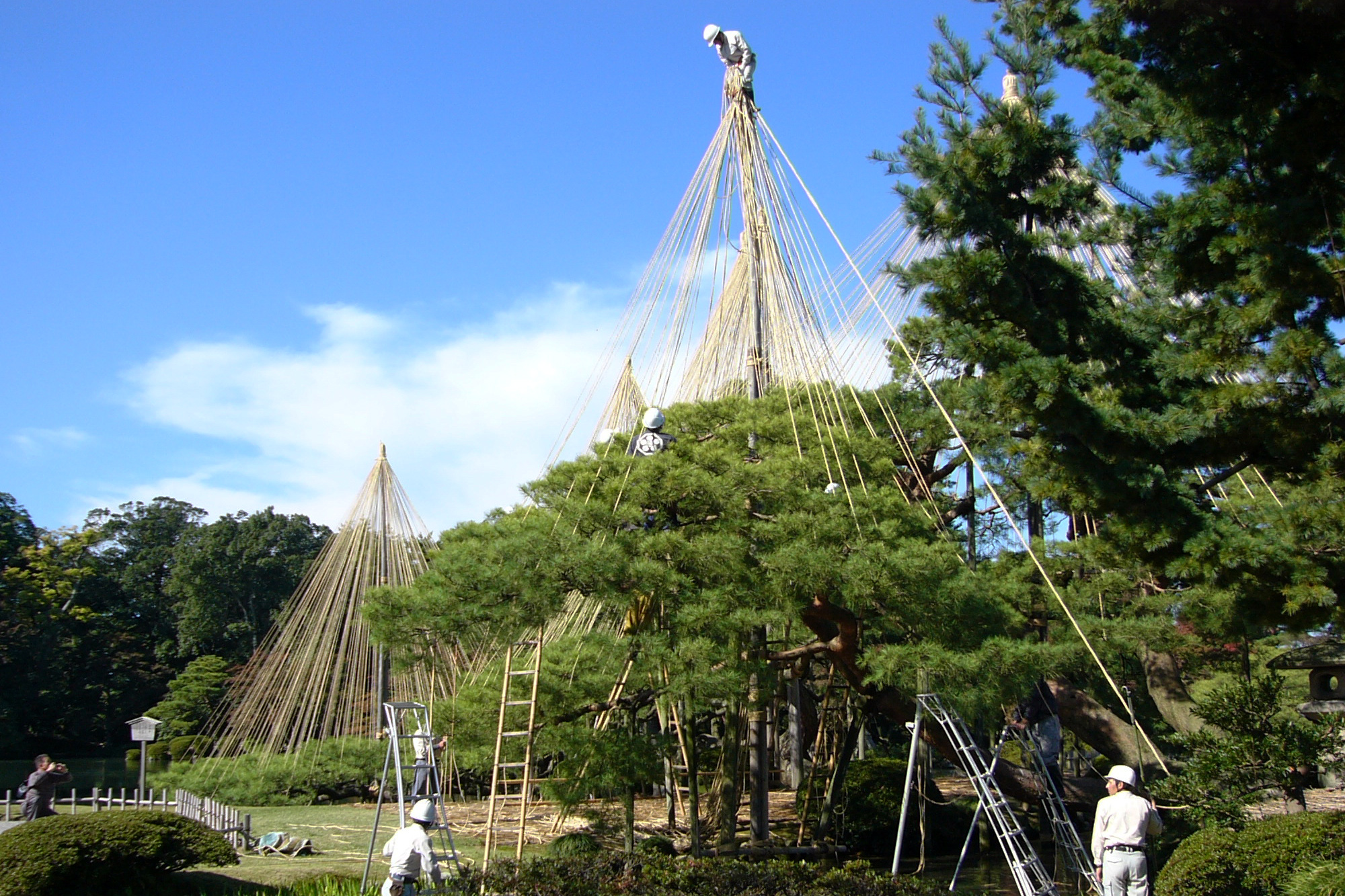
Yukitsuri en Kenroku-en
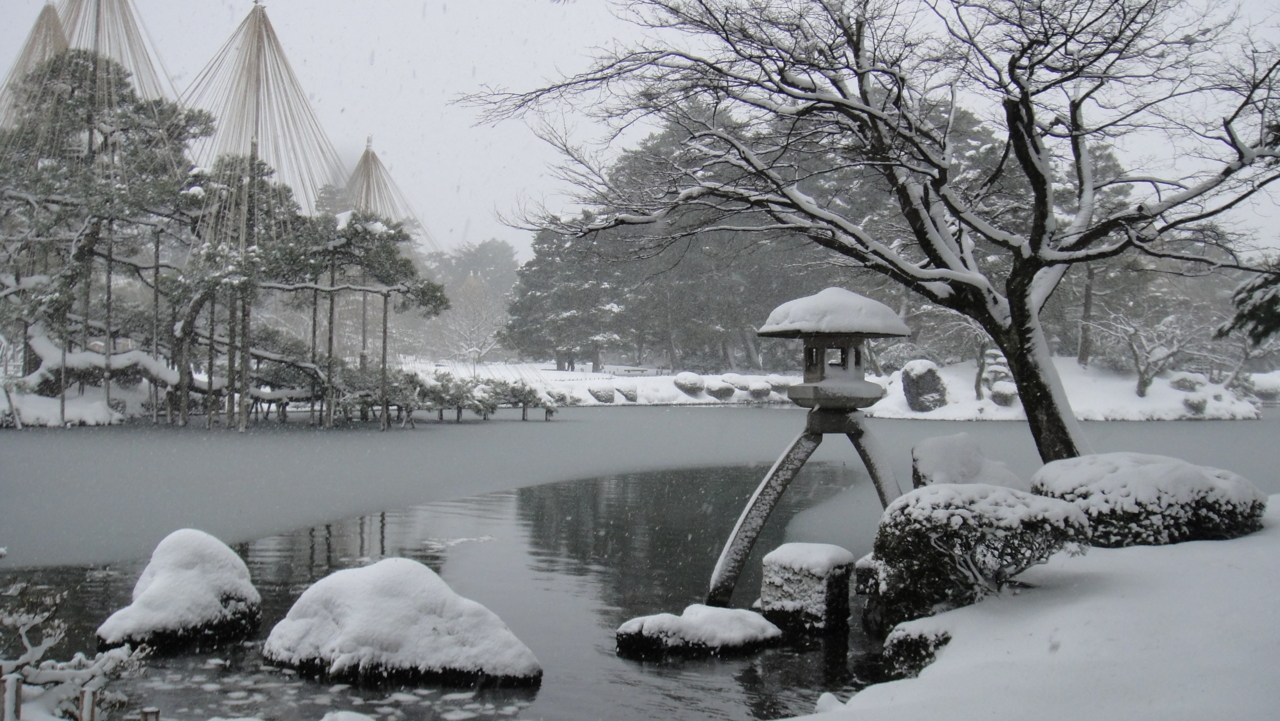
Yukitsuri en invierno

## Yukitsuri en jardines japoneses

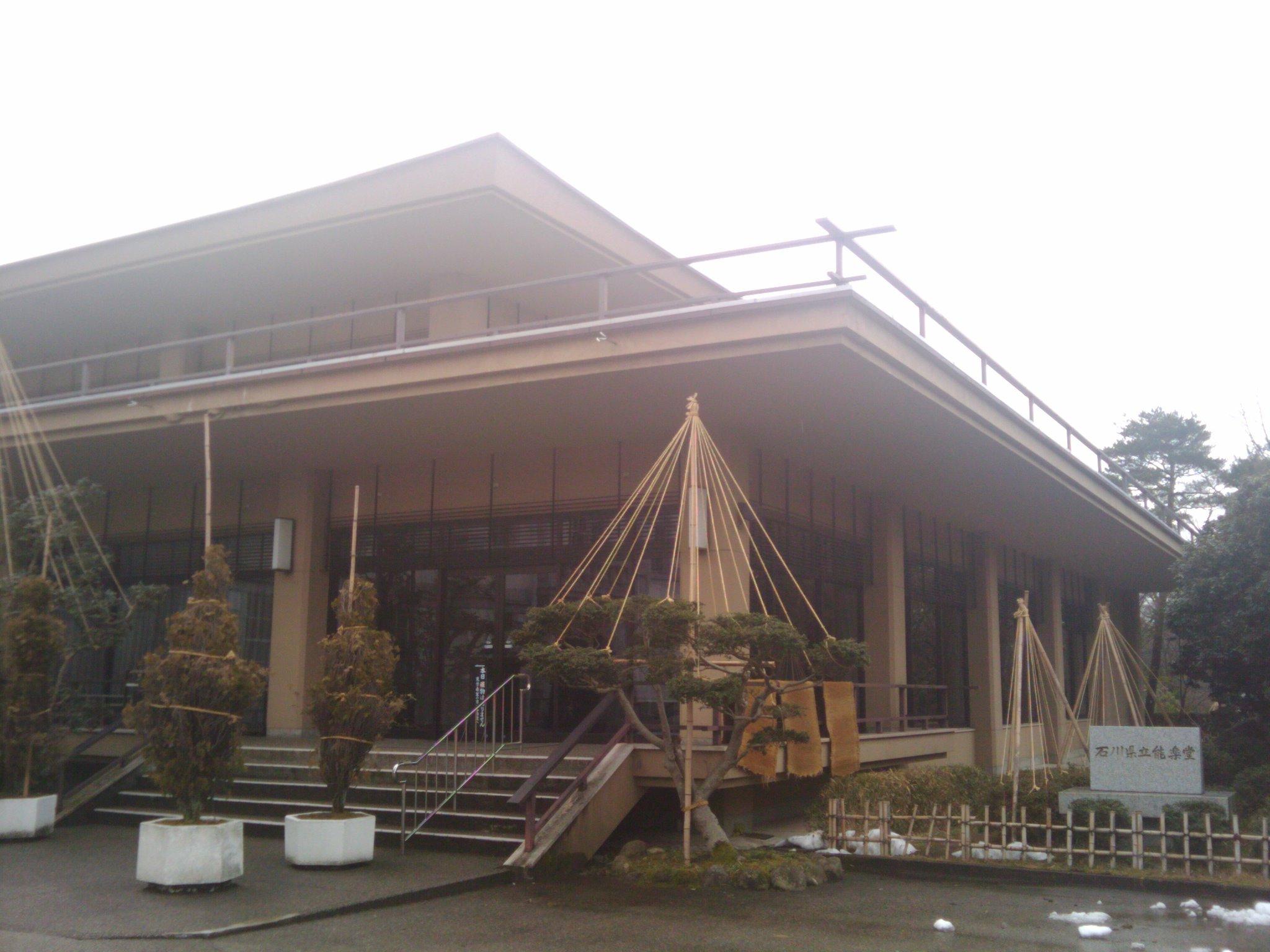
Ejemplo de Yukitsuri en un árbol pequeño al exterior del teatro prefectural Noh de Ishikawa.

En las regiones japonesas de Tohoku y Hokuriku, se utiliza mucho esta técnica por la cantidad de nieve que cae, pero es un elemento representativo del jardín Kenroku-en la ciudad de Kanazawa en la prefectura de Ishikawa, que se considera uno de los tres grandes jardines de Japón junto al Kairaku-en y el Koraku-en. El período de nevadas comienza en noviembre y culmina en marzo. Aunque la caída de nieve es menor en Kanto, también se le utiliza en parques como el Kanzen-en Shinjuku, Tokio para crear una sensación de ambiente invernal.
Algunos jardines japoneses en donde se puede apreciar el uso de Yukitsuri son el parque Hibiya, el jardín botánico Jindai, el parque Yoyogi y el parque Inokashira, addendas de los famosos Kenrokuen (Kanazawa, Prefectura De Ishikawa) y el santuario de Takayama (Takayama, Prefectura De Gifu).